# كشمش متفشج
الكشمش المتفشج هو نوع نبات، اسمه العلمي Ribes divaricatum، من جنس الكشمش من الفصيلة الكشمشية، يكثر في أمريكا الشمالية.